# Bojongherang
Bojongherang is een bestuurslaag in het regentschap Cianjur van de provincie West-Java, Indonesië. Bojongherang telt 16.256 inwoners (volkstelling 2010).